# Lars Gillis
Lars Gillis, född Lars Gillis Larsson 2 oktober 1929, död 16 mars 2012, var en svensk målare, artist, illustratör, träsnidare, författare, kompositör och poet, känd för flera muralmålningar, bland annat på Junggrens Café, i Folkets hus och Hotel Lorensberg i Göteborg. Han specialiserade sig på historiska rekonstruktioner. Lars Gillis är far till Max Anjou.

## Väggmålningar
Några av Lars Gillis väggmålningar, som är tillgängliga för publik:
- Junggrens Café, Kungsportsavenyen 37, Göteborg
- Emigranternas Hus, Packhusplatsen 7, Göteborg[4]
- Hotel Lorensberg, Berzeliigatan 15, Göteborg[5]
- Park Avenue Hotel, Kungsportsavenyen, Göteborg
- Folkets hus, Järntorget, Göteborg
- Kungsgatan 19, Göteborg
- Victoriapassagen, Göteborg
- Handelsanställdas förbund, Järntorget, Göteborg
- Holmens krog, Gullbergs Strandgata 4, Göteborg
- Nya Bärnarps konditori, Billdal, Göteborg
- Utkiken i Läppstiftet, Göteborg
- Hotel Novotel, Klippan 1, Göteborg
- Kapellplatsen 2, Göteborg
- Nordstan (Postgatan 28 – Nils Ericsonsgatan 2–6 – Spannmålsgatan 17 – Nordstadstorget 6), Göteborg
- Varvet Terra Nova (Ostindiefararen III), Göteborg
- Ringögatan 12, Göteborg
- Repslagarmuseet, Älvängen
- Brattens Wärdshus, Styrsö
- Hotell Mollberg, Helsingborg
- Hotel Marina Plaza, Helsingborg
- Varbergs hotell, Varberg
- Hotell Skogshöjd, Södertälje
- Kulturhuset, Harstad, Norge
- SAS Royal Hotel, Tromsø, Norge
- Vinger Hotel, Kongsvinger, Norge
- Munken kro, Trondheim, Norge
- Hotel Skogland Sokna, Hönefoss, Norge
- Childrens Museum of Immigration – Swedish American Museum, Chicago, USA
- Restaurant Svea, Chicago, USA
- Hotel Centric, Norrköping

## Musikstycke
- Song to the East Indiaman Gotheborg (text och musik) till filmen Ostindiefararen - Till Kina och hem igen (2008)[1]